# Adolf Lindgens

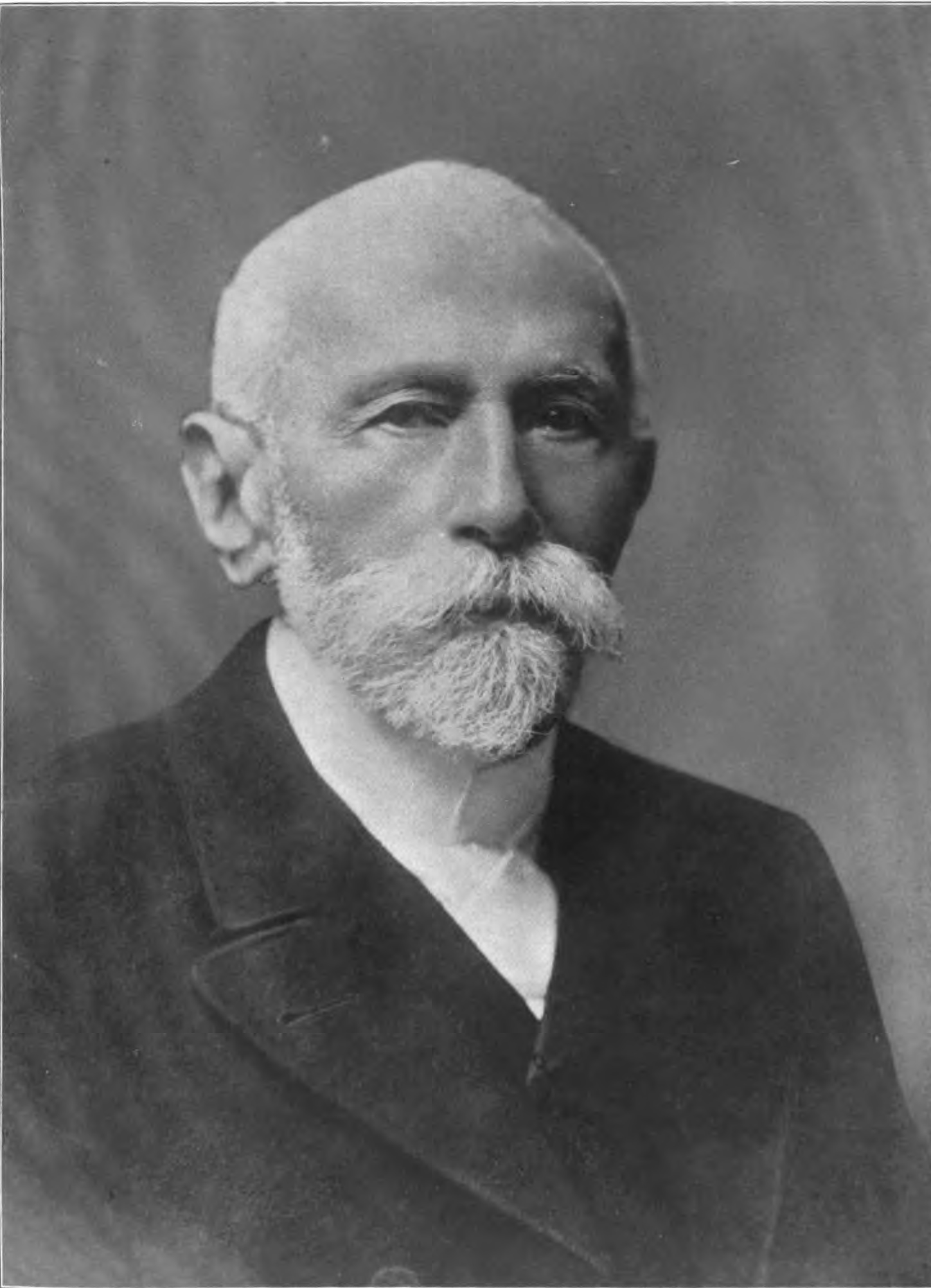
Adolf Lindgen Portraitfot (zum Nachruf in "Die chemische Industrie" 36.1913)

Adolf Lindgens (* 1. Mai 1825 in Antwerpen; † 6. Januar 1913 in Wiesbaden) war ein deutscher Unternehmer. Er führte ab 1851 gemeinsam mit seinem Vater Carl Anton Lindgens und seinem Bruder Carl das Unternehmen Lindgens & Söhne in Köln-Mülheim zur Produktion von Bleiweiß und Mennige, das sich zu einem der bedeutendsten Farbenhersteller weltweit entwickelte.

## Biographie

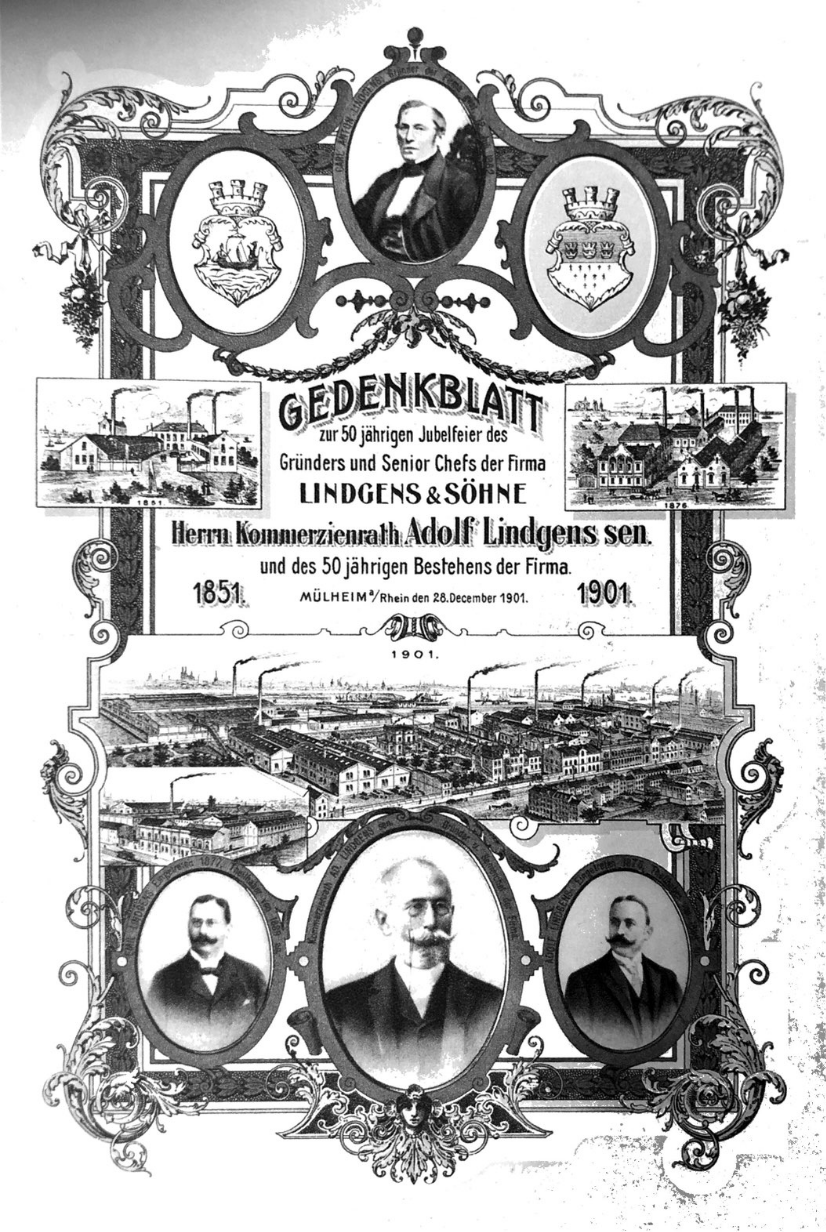
Gedenkblatt aus dem Jahr 1901

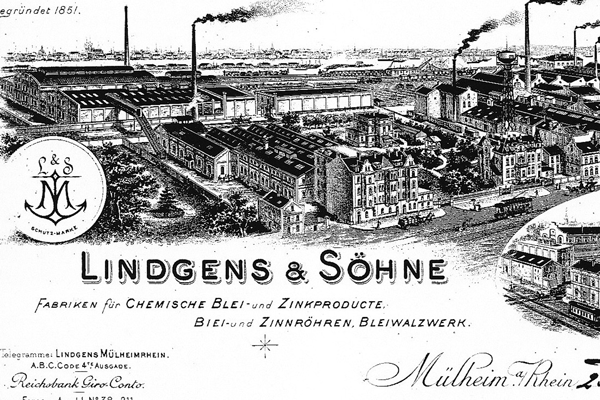
Gezeichnete Ansicht von Lindgens & Söhne (1905)

Adolf Lindgens war ein Sohn des protestantischen Kaufmanns Carl Anton Lindgens (1800–1862), der in Köln ein Handels- und Speditionsgeschäft betrieb, die 1801 von Düsseldorf übergesiedelt war. Er besuchte ein Gymnasium in Köln und erwarb kaufmännische Fachkenntnisse als Lehrling im Geschäft des Vaters. Daneben betrieb er chemische Studien. Durch Aufenthalte in Frankreich und England, darunter in Le Havre und London, machte er sich mit den Grundlagen der aufstrebenden chemischen Industrie vertraut. In Newcastle upon Tyne, dem Hauptort der englischen Mennigeindustrie, machte er sich über die industriellen Verfahren der Mennigeherstellung kundig.
Gemeinsam mit seinem Vater und seinem jüngeren Bruder Carl (1827–1908) führte er ab 1851 das Unternehmen, das die Familie zunächst als Werkstatt für 175 Taler jährlich gepachtet hatte. Die Werkstatt war um 1830 gegründet worden und gilt als eine der ältesten Produktionsstätten für Bleiweiß in Europa. Die Fabrik Lindgens & Söhne befand sich an der heutigen Deutz-Mülheimer-Straße, der Chaussee von Köln-Mülheim nach Deutz.
Die Fabrik stellte aus Rohstoffen, die aus dem nahegelegenen Bergischen Land stammten, Bleiweiß und rote Bleimennige als Schutzanstrich für Metall und Holz her. Adolf Lindgens erweiterte in den folgenden Jahren die Warenpalette des Unternehmens um diverse Bleifarben, Bleirohrer, Walzblei und ab 1900 auch um Zinkweiß, das im Gegensatz zu Bleiweiß ungiftig war. Seine Frau Anna Maria, geborene Roeder, (1835–1912) unterstützte laut Familienchronik die Männer der Familie tatkräftig bei der Leitung des Unternehmens. Die Eheleute hatten drei Söhne: Adolf (1856–1941), Emil (1858–1983) und Hugo (1864–1924). Adolf Lindgens war verheiratet mit Clara van der Zypen, einer Enkelin von Julius van der Zypen, sein Bruder Emil mit Clara Leverkus, einer Tochter von Carl Leverkus. Im Stammbaum der Familie finden sich weitere Namen von prominenten Unternehmerfamilien wie Charlier, Zanders, Otto und Gütermann.
Von 1883 bis 1902 war Adolf Lindgens Mitglied des Stadtrats von Mülheim, das damals noch nicht zu Köln gehörte. Von 1888 bis 1902 war er unbesoldeter Dritter Beigeordneter sowie Mitglied des Kreistags. 1896 wurde er zum Kommerzienrat, 1905 zum Geheimen Kommerzienrat ernannt. Von 1893 bis 1896 war er stellvertretender Vorsitzender der Handelskammer Mülheim. 1894 richtete er eine nach ihm benannte Armenstiftung für Mülheim ein. 1874 wurde Lindgens der portugiesische Orden unserer lieben Frau von Vila Viçosa verliehen, dessen Anlegen (wahrscheinlich weil es katholischer Orden war) ihm vom Kaiser genehmigt werden musste.
1906 zog sich Adolf Lindgens aus der Unternehmensführung zurück und überließ sie seinen beiden Söhnen. Die letzten Jahre seines Lebens verbrachte er in Wiesbaden in einer Wohnlage am Kurpark. Dort starb er 1913, zehn Tage nach seiner Ehefrau Augusta Eleonora (Laura) geb. Wortmann. Er wurde auf dem Evangelischen Friedhof in Mülheim im Grab der Familie bestattet.

## Familie

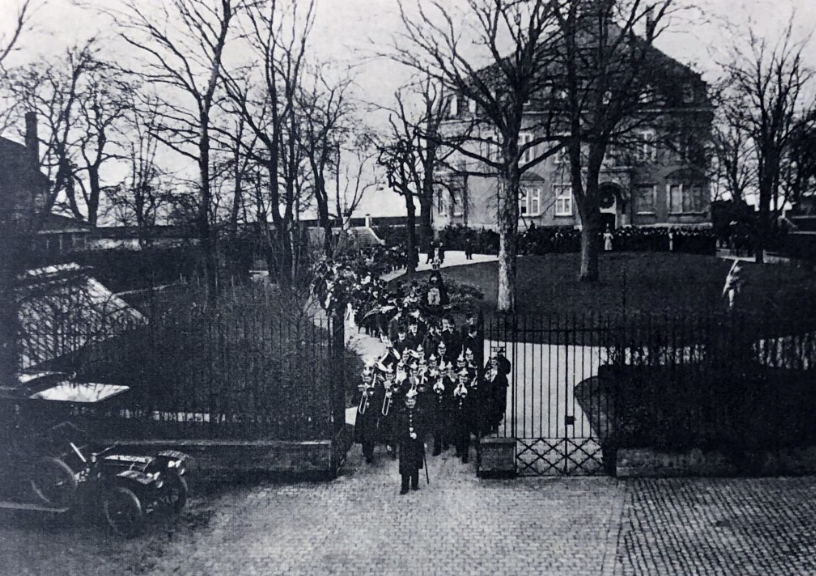
Trauerzug für Adolf Lindgens

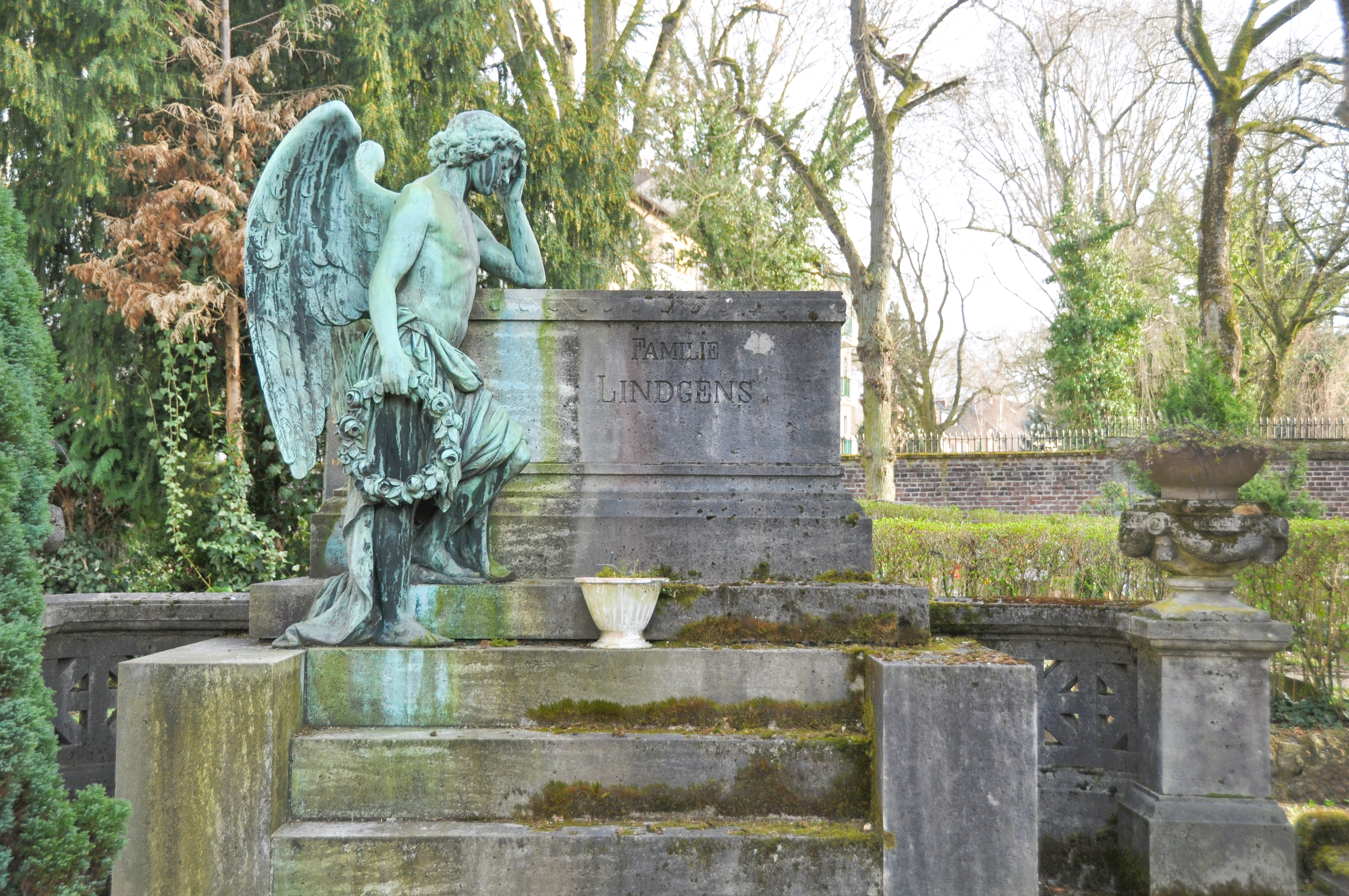
Grab der Familie Lindgens in Köln-Mülheim (2025)

Bis zum Rückzug von Adolf Lindgens wohnten die im Betrieb tätigen Mitglieder der Familie in Sichtnähe des Unternehmens in Mülheim. Ab 1908 war sein Sohn Adolf Lindgens-von der Zypern (der Zusatz ist der Name seiner Ehefrau) im Haus Oberländer Ufer 130 (seit 1979 Gustav-Heinemann-Ufer) in Köln-Bayenthal gemeldet. Er und seine Frau hatten sich dort von 1905 bis 1907 von den Kölner Architekten Schreiterer & Below eine Villa im Louis-seize-Stil errichten lassen, die im Zweiten Weltkrieg stark beschädigt und 1958 abgerissen wurde. Sein Bruder Emil Lindgens-Leverkus zog in Mülheim in die klassizistischen Gebäude Freiheitstraße 119 (1775 vom damaligen Mülheimer Stadtbaumeister Georg Wilhelm Leydel errichtet) sowie in das Haus Freiheitstraße 121 (1820 von Johann Peter Cremer).
Auch der Enkel von Adolf Lindgens, Werner, war im Unternehmen tätig. Gesellschaftlich waren er und seine Frau Juliane (aus der Unternehmerfamilie Langen stammend, Tochter von Walther Langen) dafür bekannt, dass sie einen Pferdestall unterhielten und Reitturniere bestritten. Zudem engagierte sich Werner Lindgens recht aktiv im Heufieberbund, dem späteren Deutschen Allergie- und Asthmabund. Am 31. Mai 1945 wurden er und seine Frau Juliane mutmaßlich von befreiten polnischen Zwangsarbeitern in ihrem Haus Mülheimer Freiheit 119–121 in Mülheim beraubt und getötet. Die kinderlosen Eheleute waren bis zuletzt in ihrem Wohnhaus geblieben, um ihre zahlreichen und wertvollen Kunstschätze zu beschützen. In ihrem Testament vererbten sie ihre Keramik- und Kunstsammlung, vornehmlich von Fayencen und Porzellanen des 17. bis 18. Jahrhunderts, dem Kölner Kunstgewerbemuseum. Gemälde aus der Sammlung wurden an das Wallraf-Richartz-Museum weitergegeben. Die beiden Gebäude überstanden den Krieg unbeschadet und wurden Ende der 1970er Jahre saniert.
Werner Lindgens Cousin, ein Sohn von Emil Lindgens, war der Maler Walter Albert Lindgens, der auch Gemälde von den Produktionshallen im Unternehmen seiner Familie schuf.

## Gemälde aus der Sammlung Lindgens

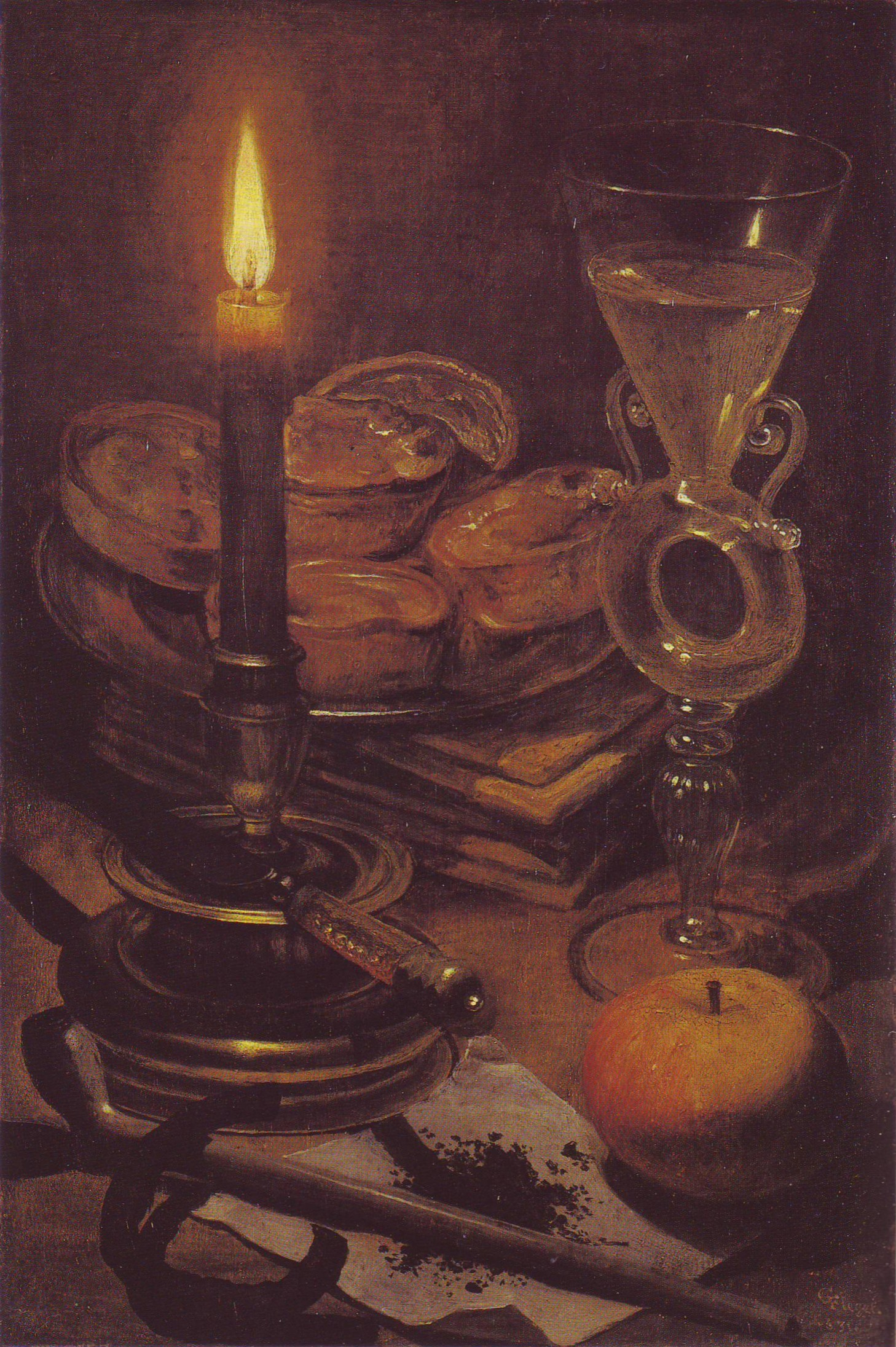
Georg Flegel: Stillleben mit Kerze
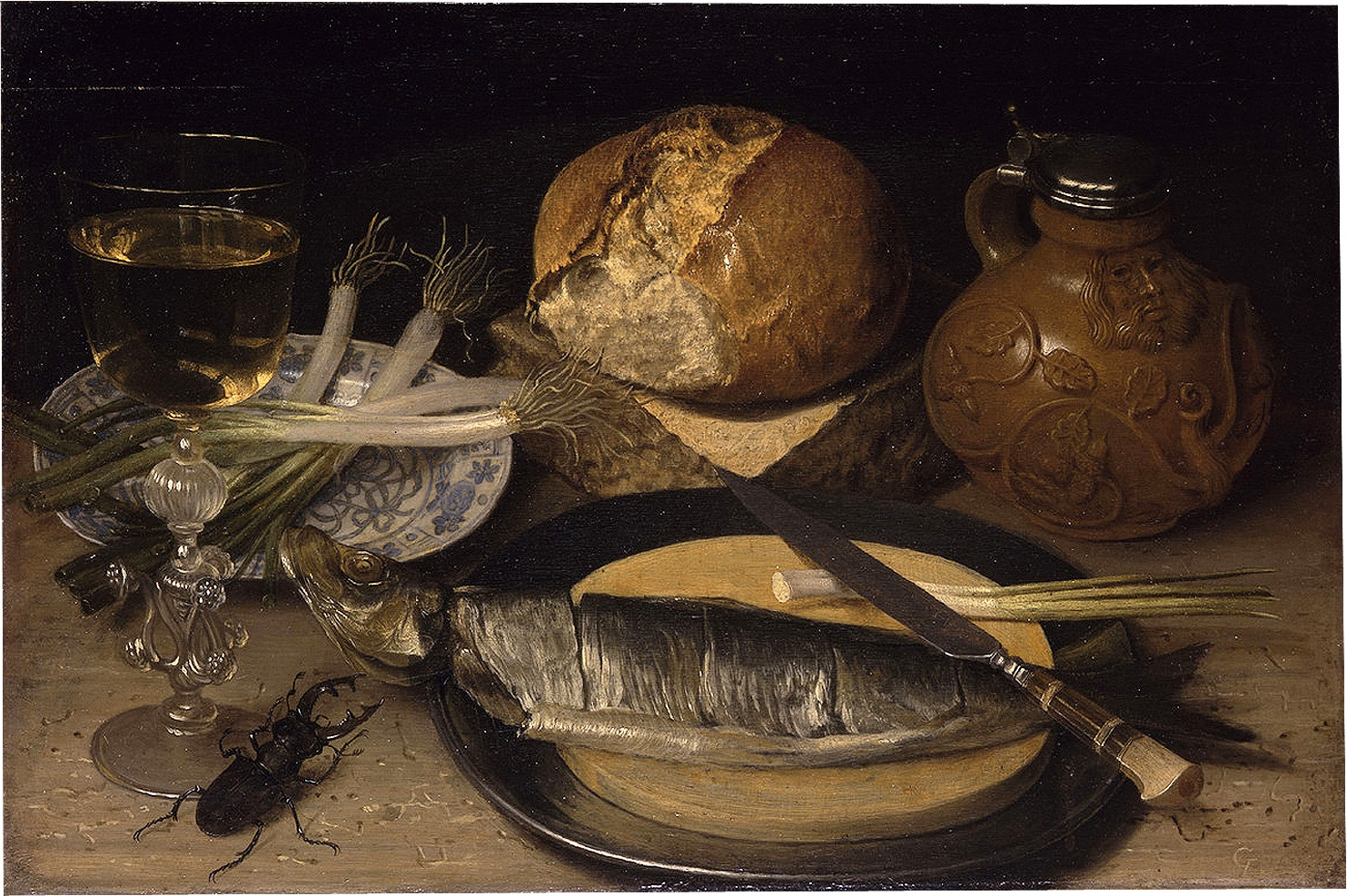
Georg Flegel: Stillleben mit einem Hirschkäfer
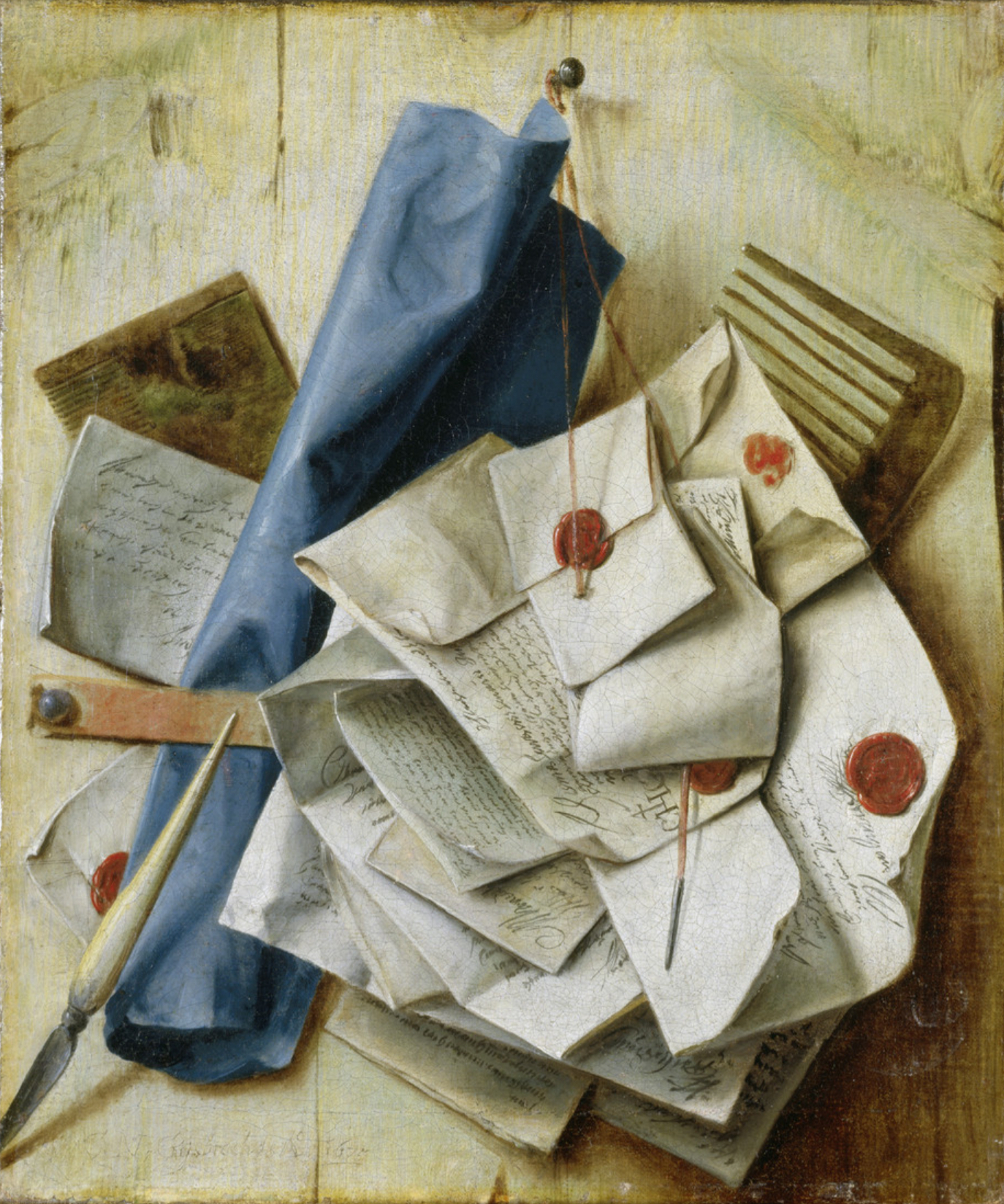
Cornelis Norbertus Gijsbrechts: Quodlibet / Vanitas-Stillleben.